# Sibongile Ndashe
Sibongile Ndashe est une avocate sud-africaine et militante des droits humains. Active dans le domaine du droit d’intérêt public depuis 1999, elle collabore avec plusieurs organisations œuvrant pour les droits des femmes et les droits de l'homme,.
En 2014, elle fonde l'Initiative pour les litiges stratégiques en Afrique (ISLA), afin de soutenir les avocats du continent dans la saisine des tribunaux sur des affaires liées à l’identité de genre et à l’orientation sexuelle.
Partisane d’une dépénalisation progressive de l’homosexualité, elle est arrêtée en octobre 2017 en Tanzanie, accusée de « promotion de l’homosexualité ».

## Biographie

### Formation
Sibongile Ndashe œuvre dans le domaine du droit d’intérêt public depuis 1999. Elle est diplômée en droit de l’Université du Cap occidental où elle obtient un baccalauréat en droit.

### Carrière
Elle commence sa carrière comme clerc juridique au sein du Centre de ressources juridiques en Afrique du Sud.
En 2001, Sibongile Ndashe rejoint la Cour constitutionnelle d'Afrique du Sud en tant que chercheuse sous la supervision des juges Johann Kriegler et Kate O'Regan,.
De 2002 à 2007, elle exerce comme conseillère juridique à Women's Legal Centre, se concentrant principalement sur les affaires liées aux droits des femmes,,.
Elle travaille comme avocate au Centre international pour la protection juridique des droits de l'homme (Interights) de 2007 et 2013.
Durant cette période, elle mène des dossiers à travers l’Afrique australe, portant sur les droits humains, la lutte contre les discriminations, ainsi que des affaires plaidées devant la Commission africaine des droits de l'homme et des peuples.
Ndashe crée l'Initiative pour les litiges stratégiques en Afrique (Initiative for Strategic Litigation in AfricaI) en 2014 et en est la directrice exécutive. Ndashe contribue à la création du Réseau africain des avocats pour les droits des personnes LGBTI (ALRILaN) afin d'aider les avocats travaillant sur de telles affaires et soutenant les affaires LGTBI devant la Cour africaine des droits de l'homme et des peuples,.

## Arrestation en Tanzanie en 2017
En octobre 2017, Sibongile Ndashe est arrêtée avec  d'autres membres de son organisation et des représentants de l’organisation tanzanienne Chesa (Community Health and Education Services and Advocacy) accusés de « promotion de l’homosexualité », un acte criminalisé en Tanzanie, pendant qu'ils  sont en réunion pour examiner les moyens juridiques de contester une loi promulguée en octobre 2016.
Cette loi interdit les campagnes de prévention du VIH/SIDA destinées aux hommes homosexuels entraînant la fermeture de nombreuses cliniques privées offrant des soins liés au VIH.
Ndashe défend la légalité de la réunion, niant la thèse d'apologie de l’homosexualité, en justifiant qu'il s'agit d'une réunion  sur l’accès aux soins de santé pour les personnes vivant avec le VIH. Les co-accusés et lui sont  détenus pendant dix jours, sans inculpation,.
Le 28 octobre 2017, elle est remise en liberté puis expulsée vers l’Afrique du Sud,.